# كريستوفير بوتشتمان
كريستوفير بوتشتمان (بالألمانية: Christopher Buchtmann)‏ (25 أبريل 1992 بمندن في ألمانيا - ) هو لاعب كرة قدم ألماني في مركز الوسط. لعب مع نادي سانت باولي ونادي فولهام ونادي كولن ونادي ليفربول.

## روابط خارجية
- كريستوفير بوتشتمان على موقع قاعدة بيانات كرة القدم.إي يو (الإنجليزية)
- كريستوفير بوتشتمان على موقع بيانات كرة القدم. دي إي (الألمانية)
- كريستوفير بوتشتمان على موقع Soccerway.com (الإنجليزية)
- كريستوفير بوتشتمان على موقع عالم كرة القدم.نت (الإنجليزية)